# Ivan Strod
Ivan Yakovlevich Strod (en russe : Иван Яковлевич Строд, en letton : Jānis Strods) est un militaire de l'armée impériale russe devenu officier dans l'Armée rouge durant la Guerre civile russe dans l'Extrême-Orient russe de 1918 à 1923.

## Biographie
Ivan Strod est né à Ludza (Empire russe, aujourd'hui en Lettonie) le 10 avril 1894 d'un père juif letton, officier de santé, et d'une mère polonaise. À vingt ans, en 1914, il s'engage dans l'armée impériale russe, combat dans l'infanterie sur le front de L'Ouest (pour les Russes ; pour l'historiographie occidentale c'est le « front de l'Est »), puis sert dans le renseignement et enfin, après avoir été deux fois grièvement blessé, dans un bataillon de la mort (bataillons russes créés en 1917 pour les femmes, les blessés et les inaptes au combat direct). Il reçoit la croix de l'Ordre impérial et militaire de Saint-Georges avec le grade d'enseigne. Après le traité de Brest-Litovsk, il revient à Ludza, alors abandonnée aux Allemands.
Sans ressources, Strod part chercher du travail à Moscou, à Kazan et finalement à Irkoutsk où il s'engage dans les Gardes rouges. Sur le lac Baïkal, les Gardes rouges forment, avec les anarchistes de Nestor Kalandarichvili, l'essentiel des troupes du Tsentrosibir (mot-valise soviétique désignant le Comité Central Exécutif du Soviet de Sibérie, dominé par les bolcheviks). Dans ce cadre, Strod se bat contre les autonomistes sibériens du général Anatoli Pepeliaïev (dominés par les mencheviks) et le corps tchécoslovaque mutiné de Radola Gajda. Fait prisonnier par les Blancs, il est retenu plus d'un an à Olyokminsk. Libéré après la chute du général tsariste Koltchak, Ivan Strod rejoint l'Armée Révolutionnaire du Peuple de la République d'Extrême-Orient, une formation politique soviétique, où il commande un escadron du régiment rouge du Caucase.
En septembre 1922, le général Pepeliaïev arrive à Aïan pour soutenir la révolte iakoute avec l'intention de proclamer une république iakoute autonome à Iakoutsk. Le 7 février 1923, il est à Amga avec environ six cents hommes de sa droujina de Sibérie. De Iakoutsk, Strod se rend à Amga avec trois cent combattants de l'Armée rouge pour mettre les hommes de Pepeliaïev hors d'état de nuire, et passe une nuit dans une yourte avant l'attaque dans le hameau de Sassyl-Syssy. À l'aube, il est surpris par le bataillon Vichnevski de l'armée de Pepeliaïev, et se retrouve isolé dans une grange. Il parvient à se sauver mais cet épisode pèse désormais sur sa carrière militaire.
En 1927, il prend sa retraite de l'Armée rouge pour raison de santé et est affecté à l'administration communale du village d'Osoaviakhim (ru) près de Tomsk où il vit encore dix ans et écrit ses mémoires, publiés comme livres d'aventures révolutionnaires dans la taïga. Mais pendant les Grandes Purges, lors de ce qu’on appelle l’« opération polono-balte », le NKVD de la région ouest-sibérienne (en) le cible en raison de ses « origines cosmopolites », de son grade d'enseigne et de sa médaille de l'armée impériale russe, de son passage dans les services de renseignement du Tsar, de son engagement dans l'Armée rouge « pour la solde plutôt que pour la cause », de sa « tiédeur révolutionnaire », de son année passée en prisonnier des Blancs à Olyokminsk pendant la guerre civile et surtout de sa défaite de Sassyl-Syssy. Ayant tout reconnu comme la grande majorité des citoyens interrogés par le NKVD, il est exécuté par fusillade le 19 août 1937 avec d'autres « éléments douteux » pris dans la même fournée.

### Ouvrages d'Ivan Strod
- Dans la taïga, Moscou-Leningrad, 1928, 1931
- Dans la taïga iakoute, Moscou, 1930, 1932, 1934